# SV Germania Ilmenau
Maillots
Le SV Germania Ilmenau est un club sportif allemand localisé dans la ville d’Ilmenau, en Thuringe.
Le club comporte aussi une section de Tennis de table.

## Histoire (football)
Les racines de ce club remontent à 1907 et la fondation du Fussballverein Germania Ilmenau ou FV Germania Ilmenau. Avant ce cercle la localité d’Ilmenau avait connu deux autres équipes: le Turnverein 1860 Ilmenau et l’Ilmenauer Ballspielklub 1900 (qui fut un cercle universitaire).
En 1909, le FV Germania Ilmenau se dota des départements d’Athlétisme et de Handbal féminin. Le premier terrain du club fut situé à la "Schuttplatz" sur le site de l’actuel terrain de sports de la Unterpörlitzerstrasse au Nord-Est de la localité.
Lors de la saison 1909-1910, le FV Germania Ilmenau, jouant dans la Fussballgau Nordthüringen, monta de la 3e à la 2e division. En 1912, le club remporta la Thüringen-Pokal (Coupe de Thuringe) contre Zella-Mehlis.
Dans les années 1920, le club s’installa dans le stade nouvelle bâti im Hammergrund, qui toujours le siège du club actuel.
En 1945, le club fut dissous par les Alliés, comme tous les clubs et associations allemands (voir Directive n°23). Le club fut reconstitué sous l’appellation Sportgemeinschaft Ilmenau ou SG Ilmenau.
La ville d’Ilmenau et la Thuringe se retrouvèrent en zone soviétique, puis en RDA à partir d’octobre 1949.

### BSG Empor Ilmenau

Ancien logo des BSG Empor à l'époque de la RDA

En 1946, la SG Ilmenau fut renommée Sparta Ilmenau. En 1952, le club fut rebaptisé BSG Empor Ilmenau qui devint la même année un des fondateurs de la Bezirksliga Suhl, une des 15 ligues créées au 3e niveau du football est-allemand.
Empor Ilmenau fut le premier champion de cette ligue en 1953. Deux ans plus tard, En 1955, une double réforme concerna les compétitions de football en Allemagne de l’Est. D’une part, les Berziksligen reculèrent au 4e niveau de la hiérarchie à la suite de la scission de la DDR-Liga en I. DDR-Liga et en II. DDR-Liga. D’autre part, les dirigeants politiques agencèrent les saisons sportives selon le modèle soviétique. C'est-à-dire qu’elles commencèrent au printemps pour se terminer à la fin de l’automne d’une même année calendrier. Un "tour de transition" (en Allemand: Übergangsrunde) fut disputé à l’automne 1955 sans montées, ni descentes. Au même moment, le club fut relégué en Bezirksklasse, donc au niveau 5. 
Lors de la saison 1956, le BSG Empor Ilmenau avait réintégré la Bezirksliga Suhl qui passait ainsi de 12 à 14 équipes. Trois ans plus tard, le club termina vice-champion tout comme en 1960 lorsqu’il remporta le Groupe 1 mais s‘inclina en finale contre le BSG Lokomotive Meiningen.
Les saisons reprirent un déroulement traditionnel à partir de 1961-1962. En 1964, soit lors de la saison du retour des Bezirksligen en tant que 3e division après la dissolution de la II. DDR-Liga, Empor Ilmenau remporta une nouvelle fois le Groupe 1 mais ne décrocha pas la montée. 
Dans le courant des années 1960, le club engloba le BSG Lokomotive Ilmenau (créé en 1951).

### BSG Chemie Ilmenau

Ancien logo du "BSG Chemie Glas Ilmenau"

Ancien logo du "BSG Chemie IW Ilmenau"

En 1966 la section football du BSG Empor Ilmenau rejoignit le BSG Chemie Ilmenau. Cette association changea par la suite deux fois d’appellations. Elle devint BSG Chemie Glas Ilmenau en 1973 puis BSG Chemie IW Ilmenau 1977.
Vice-champion en 1969 et 1970, le BSG Chemie Ilmenau remporta la Bezirksliga Suhl, en 1972, et monta en DDR-Liga.
Cette première aventure au 2e niveau ne dura qu’une saison. Le club termina encore deux fois vice-champion puis retrouva le titre en 1976. Le BSG Chemie IW Ilmenau ne joua qu’un championnat en DDR-Liga puis redescendit. Il remonta aussitôt et cette fois séjourna en Division 2 pendant six saisons, soit jusqu’en 1984 au moment où la en DDR-Liga était réduite de 5 à 2 séries.
Le cercle fut directement champion en Bezirksliga et remonta. Il resta en DDR-Liga pendant deux exercices puis fut relégué.
Directement champion en 1988, le BSG Chemie IW loupa la montée lors du tour final, mais atteint cet objectif la saison suivante.
Dans le courant de la saison 1989-1990, la DDR-Liga fut renommée NOFV-Liga. Le BSG Chemie IW Ilmenau qui prit à ce moment le nom historique de SV Germania Ilmenau assura son maintien.

### SV Germania Ilmenau
En 1991, le SV Germania Ilmenau termina dernier de la NOFV-Liga, Groupe B et fut relégué en Landesliga Thüringen, soit au 4e niveau de la hiérarchie du football allemand réunifié.
Au terme de la saison 1991-1992, le club glissa en Landesklasse, le 5e niveau.
Le SV Germania Ilmenau remonta en Landesliga Thüringen en 1994 au moment où cette ligue devenait la 5e niveau à la suite de l’instauration des Regionalligen, en tant que Division 3. Le cercle fut relégué au 6e étage en 1996.
Le club joua en Landesklasse West jusqu’en 2002 puis fut reversé dans la Landesklasse Ost.
En 2006, le SV Germania Ilmenau fut champion de la Landesklasse Ost et remonta en Landesliga Thüringen, à ce moment 5e niveau qui recula au 6e lors de la création de la 3. Liga, en 2008.
En 2010-2011, le SV Germania Ilmenau évolue en Landesliga Thüringen devenue Thüringer-Liga et même Köstritzer Thüringer-Liga, sponsor oblige.

## Palmarès
- Champion de la Bezirksliga Suhl: 1953, 1972, 1976, 1978, 1985, 1988, 1989.
- Vice-champion de la Bezirksliga Suhl: 1959, 1960, 1969, 1970, 1974, 1975.
- Champion de la Landesklasse Ost (Thuringe): 2006.

## Localisation

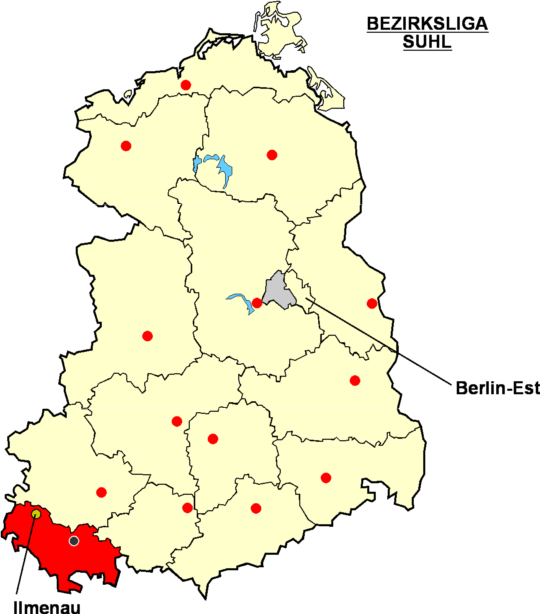
Localisation d’Ilmenau dans la "Bezirksliga Suhl"